# Кляйнштейн, Рами
Ра́ми Кля́йнштейн (ивр. רמי קלינשטיין‎, англ. Rami Kleinstein; р. 10 ноября 1962, Нью-Йорк, США) — израильский поп- и рок-певец, автор платиновых альбомов, бывший муж певицы Риты.

## Биография
Рами Кляйнштейн родился в Нью-Йорке в 1962 году. В восемь лет репатриировался с семьёй в Израиль. В детстве Рами учился игре на фортепиано и подавал надежды как классический пианист. В юности, однако, он увлёкся поп- и рок-музыкой. Кумирами того времени для него были Элтон Джон и Билли Джоэл, одновременно выступавшие как певцы, пианисты и композиторы. В старших классах он создал с друзьями свою первую группу «Ликуй хама» («Солнечное затмение»).
В 1980 году, после призыва в армию, Кляйнштейн стал музыкальным руководителем военного ансамбля «ЦАХАЛ-80» и за время службы и в первые годы после неё завоевал известность как один из лучших молодых композиторов и исполнителей. В период после армии он с женой Ритой выступал в барах, пабах и на вечеринках, иногда аккомпанируя сам, а иногда с небольшой группой музыкантов. В 1983 году главный продюсер израильского филиала CBS Records Рони Бар-Он пригласил Рами и Риту стать ведущими исполнителями в записи саундтрека к фильму «Интернат». Эта запись стала для молодых исполнителей их первым альбомом. В конце 1983 года Рами стал главным автором песен для нового военного ансамбля, «ЦАХАЛ 84». В следующие два года он в основном писал песни для других исполнителей, включая как гражданских певцов и группы, так и ансамбль командования Северного военного округа.
1986 год стал годом прорыва для Рами и Риты, получивших выгодные условия от «Геликона» — новой звукозаписывающей фирмы Рони Бар-Она. В этом году вышел первый сольный альбом Риты «Тропой бегства», продюсером которого стал её муж, который также написал многие из композиций на диске и сам аккомпанировал Рите. Через полгода после Риты свой первый сольный альбом — «День бомбы» — выпустил и Кляйнштейн. Все песни нового диска были написаны им самим, в основном в стиле поп-рок. Альбом довольно скоро стал «золотым», но с успехом Риты сравняться не смог. В 1987 году в Израиле и Европе вышел альбом Риты Breaking the Walls, включавший девять собственных композиций и одну аранжировку Кляйнштейна. Альбом, однако, не пользовался успехом, а первое сольное турне Кляйнштейна под девизом «Пламя на сцене» прошло хуже, чем ожидалось. В начале 1988 года Кляйнштейн выпустил второй удачный альбом Риты, «Последние дни», где он опять был автором музыки к большинству песен. Сам он принял участие в турне рок-певца Гиди Гова в качестве продюсера, аранжировщика и музыканта. Некоторые из песен в концертах он также пел сам. Запись концерта Гова, сделанная в мае в Тель-Авиве, вышла отдельным диском, включавшим и песни в исполнении Кляйнштейна.
После проходного второго альбома Рами «На старом мосту», диск 1991 года «Ахавини» (ивр. אהביני‎ — «Люби меня») был восторженно принят критиками, а многие песни из него (в частности, на ивритский текст песни Боба Дилана Forever Young) стали шлягерами. С этого альбома началось сотрудничество Кляйнштейна с группой «Ха-моаца». Их второй совместный альбом вышел в 1993 году, уже после того, как у Рами и Риты родилась первая дочь. Этот альбом не принёс большого успеха, но аудитория поклонников Кляйнштейна и его группы росла. Этому способствовало активное участие Рами в радио- и телепередачах, ведущим которых был его друг Гиди Гов, в качестве композитора, аранжировщика и исполнителя, в том числе вместе со своей группой. Следующий их альбом, «Тапухим у-тмарим» (ивр. תפוחים ותמרים‎ — «Яблоки и финики»), принёс им настоящую славу, разойдясь за полтора месяца «золотым», а за полгода «платиновым» тиражом (в Израиле — 40 тысяч экземпляров). Впоследствии альбом достиг статуса «трижды платинового». По итогам 1995 года Рами был признан в Израиле «певцом года».
В 1996 году к десятилетию сотрудничества с Кляйнштейном фирма «Геликон» выпустила альбом-сборник, куда вошли 18 композиций, из них три — в новых аранжировках. Сборник разошёлся общим тиражом около 100 тысяч экземпляров, упрочив статус Кляйнштейна как одного из ведущих исполнителей Израиля. В вышедшем в тот же год сборнике Риты было несколько песен Рами, в том числе исполненная дуэтом песня «Клятва», до этого вошедшая в первый сольный альбом Кляйнштейна. В 1997 году Кляйнштейн выпустил новый альбом «Коль ма ше-тирци» (ивр. כל מה שתרצי‎ — «Всё, что захочешь»), за десять дней раскупленный трижды платиновым тиражом. Музыка ко всем композициям нового диска снова была написана им самим, а в некоторых песнях он был и автором слов. После выхода альбома Рами снова предпринял тур по Израилю, давая сольные концерты и аккомпанируя сам себе на пианино. В 2000 году вышел альбом «Скажи это», ставший платиновым, а в 2001 — двойной диск с концертным выступлением Рами и Риты Кляйнштейн. В 2002 году Кляйнштейн снова отправился в турне с фортепианными обработками собственных песен, дав около 200 концертов.
В 2007 году супруги Кляйнштейн расстались после 28 лет знакомства и 20 лет семейной жизни. Рами оставил Рите обеих дочерей — Меши и Ноам. Их развод пришёлся на разгар судебного дела против фирмы «Геликон», которую они обвиняли в финансовых махинациях.
В 2009 году на израильские телеэкраны вышел документальный биографический фильм «Я тебя хорошо помню», посвящённый Рами Кляйнштейну. Перед самым выходом в эфир название фильма было изменено на более провокативное «Почему Рами ушёл от Риты». В том же году вышел совместный диск Кляйнштейна и рок-группы «Синергия». В 2012 году он был приглашён в состав жюри шоу талантов «The Voice of Israel», израильской версии шоу Голос.